# World Swim Against Malaria
World Swim Against Malaria (literalmente, o mundo nada contra a malária) é uma iniciativa da ONG sem fins lucrativos internacional Against Malaria Foundation (antigamente World Swim For Malaria Foundation), fundada no Reino Unido em 2004. A organização, com sede principal em St Albans, é registrada em diversos países e desenvolve diversas atividades no combate à malária. Em 2008 a organização recebeu cerca de 900.000 £ (cerca de 1.050.000 €) em donações.
World Swim Against Malaria é um evento em que diversos nadadores ao redor do mundo se reuniriam em equipes de revezamento para nadar a distância correspondente ao trecho mais estreito do Canal da Mancha (cerca de 35 km). Ao inscrever sua equipe, cada nadador contribuiria com a soma que desejasse, sendo estes recursos revertidos para a compra de redes protetoras contra o mosquito da malária, também denominadas mosquiteiros.
Segundo dados da organização até hoje mais de 310.000 nadadores em 105 países participaram no World Swim Against Malaria, possibilitando a distribuição de mais de 1 milhão de mosquiteiros. A primeira edição em 2005 mobilizou cerca de 100.000 nadadores no mundo.

## No Brasil

### Brasil Swim For Malaria
A versão brasileira, denominada Brasil Swim For Malaria, mobilizou em 2005 850 nadadores brasileiros O evento, organizado pelas equipes de natação da Escola Politécnica da Universidade de São Paulo e da Escola Paulista de Medicina, se calcou nos princípios básicos do evento mundial (nadadores se revezando e contribuindo pela causa), adaptando alguns aspectos, de modo a atrair um maior número de participantes.
O evento contou com o patrocínio das empresas Speedo e UniFAI, além da presença do nadador Gustavo Borges. A quantia enviada para a ONG World Swim For Malaria foi de € 3250,00, o que possibilitou a compra de 899 mosquiteiros, destinados aos focos de malária em Uganda.

### EcoSwim
Em 2007, a equipe de natação da Escola Politécnica da Universidade de São Paulo criou um novo evento: o EcoSwim. Voltado à causa ambiental, o EcoSwim manteve os aspectos básicos do Brasil Swim For Malaria, inserindo a possibilidade de que nadadores pudessem participar individualmente, contribuindo com uma quantia maior, cuja renda é revertida para o plantio de árvores na região da Mata Atlântica. O EcoSwim 2007 contou com mais de 500 participantes. A edição de 2008 teve 676 inscritos que nadaram juntos cerca de 180.000 metros.